# Nusa Bakti
Nusa Bakti is een bestuurslaag in het regentschap Ogan Komering Ulu van de provincie Zuid-Sumatra, Indonesië. Nusa Bakti telt 2701 inwoners (volkstelling 2010).